# Fresno (Tolima)
Fresno és un municipi de Tolima (Colòmbia), a 142 km d'Ibagué, la capital del Departament.

## Història
Va ser fundat el 1574 per Gonzalo Jiménez de Quesada, és anomenada Carrer Real de Colòmbia. Es creu que el seu nom es deu al fet que en l'antiguitat en l'època de la conquesta es van trobar molts i diversos tipus d'arbres de freixes dels quals en queden molt pocs.

## Educació
Té importants institucions educatives entre les quals sobresurten La Institució Educativa Tècnica Sant Josep, La Institució Educativa Tècnica Maria Auxiliadora i La Institució Educativa Tècnica Nena Maria, cadascuna amb la seva pròpia i única especialitat assignada pel SENA "Sistema Nacional d'Aprenentatge" i la Secretaria d'Educació del Departament Tolima; també compta amb seus secundàries com l'escola Simón Bolívar, Alt de la Creu i el Guayabo entre d'altres.

## Geografia
El territori, tot muntanyós, s'estén sobre la branca magistral de la serralada, està comprès entre les foies dels rius Guarinó i Gualí que li serveixen de línies divisòries nord i sud, respectivament. Limita al nord amb el Departament de Caldas; al sud amb els municipis de Casabianca, Falan i Palocabildo; a l'orient amb Marieta i l'occident amb Herveo i el Departament de Caldas. Es divideix en els corregimientos del Tablazo, La Aguadita, Sant Bernat, Aigua Clares, Campió, la serra, El Guayavo, Betània, L'Hatillo, Partides, Pedra Gran i Brises de Gualí. Té una extensió total de 208 km², s'anomena Carrer Real de Colòmbia. Compta amb sis centres poblats diferents de la seva capçalera municipal, vuitanta-tres senderes i tres inspeccions de policia.